# Leandra cuatrecasasii
Leandra cuatrecasasii är en tvåhjärtbladig växtart som beskrevs av John Julius Wurdack. Leandra cuatrecasasii ingår i släktet Leandra och familjen Melastomataceae.
Artens utbredningsområde är Colombia. Utöver nominatformen finns också underarten L. c. occidentalis.